# Kutamogree
Kutamogree – wieś w Botswanie w dystrykcie Central. Według spisu ludności z 2011 roku wieś liczyła 1035 mieszkańców.